# لاملنگ
لاملنگ، روستایی است از توابع بخش مرکزی شهرستان گرگان در استان گلستان ایران.

## جمعیت
این روستا در دهستان انجیرآب قرار داشته و براساس سرشماری سال ۱۳۸۵جمعیت آن ۵۵۸ نفر (۱۳۷ خانوار) بوده است.

## سینما
در سال ۱۳۴۷ کامران شیردل به هم‌راه نصرت کریمی در فیلم «اون شب که بارون اومد» به این روستا پرداخته شده است.